# Ołeksandr Pokłonski
Ołeksandr Wołodymyrowycz Pokłonski, ukr. Олександр Володимирович Поклонський (ur. 22 stycznia 1975 w Dniepropietrowsku) – ukraiński piłkarz, grający na pozycji obrońcy, reprezentant Ukrainy, trener piłkarski.

## Kariera piłkarska

### Kariera klubowa
W 1992 rozpoczął karierę piłkarską w drużynie Prometej Dnieprodzierżyńsk, skąd w następnym roku przeszedł do Tawrii Chersoń. Po występach w Worskłe Połtawa powrócił do chersońskiego klubu. W 1994 został piłkarzem Podillia Chmielnicki, a w 1996 zaproszony do Dnipra Dniepropetrowsk, w którym występował przez 8 lat. Następnie bronił barw klubów Tawrija Symferopol, Krywbas Krzywy Róg i Zoria Ługańsk. W 2007 wyjechał do Azerbejdżanu, gdzie podpisał kontrakt z zespołem Simurq Zaqatala. Po pół roku przeniósł się do CSKA Kijów, a potem do kazachskiego Jesil-Bogatyra Petropawł, który później zmienił nazwę na Kyzyłżar Petropawł. Zimą 2009 powrócił do Ukrainy, gdzie został piłkarzem Naftowyk-Ukrnafty Ochtyrka, a latem zakończył karierę piłkarską.

### Kariera reprezentacyjna
17 maja 2002 debiutował w drużynie narodowej Ukrainy w wygranym 2:0 meczu towarzyskim z Jugosławią. Wcześniej bronił barw młodzieżówki.

## Kariera trenerska
W 2013 rozpoczął pracę szkoleniową pomagając trenować Dnipro Dniepropetrowsk. 7 lipca 2017 został mianowany na stanowisko głównego trenera FK Dnipro.

## Sukcesy i odznaczenia

### Sukcesy klubowe
- brązowy medalista Mistrzostw Ukrainy: 2001, 2004
- finalista Pucharu Ukrainy: 1997, 2004